# 链荚木属
链荚木属（学名：Ormocarpum）是蝶形花科下的一个属，为灌木植物。该属共有约30种，分布于东半球热带和亚热带地区。